# Femme à l'ombrelle
Femme à l'ombrelle (dite « Berthe la Sourde, assise dans le jardin de M. Forest ») est une peinture d'Henri de Toulouse-Lautrec de 1899, conservée au musée de l'Ermitage à Saint-Pétersbourg.

## Description
Ce tableau a été peint en 1889 et est un portrait d'une prostituée parisienne, surnommée « Berthe la sourde ». Il est à noter qu'un photographe inconnu a immortalisé l'œuvre en photo : ici l'artiste lui-même et son modèle sont visibles et la toile est clairement reconnaissable. On voit clairement que, malgré sa pose quelque peu grotesque, Toulouse-Lautrec est d'une précision impeccable dans la représentation de tous les détails : objets, vêtements, chapeau, pose et expression du visage du modèle - correspondent pleinement à l'œuvre. Docteur en art, chercheur en chef au Département d'art d'Europe occidentale à l'Ermitage, G. Kostenevich décrit Berthe comme suit : « Berthe est habillée comme pour un portrait de cérémonie : un chapeau bicolore cher en fine paille, un parapluie, une robe avec des bordures en dentelle... Non, Berthe pose ouvertement et patiemment pour un portrait qui devrait devenir le meilleur de sa vie. Elle voulait sans aucun doute ressembler à une dame laïque, ce à quoi elle a presque réussi, seul l'artiste n'a pas pu résister à l'ironie, certes pas maléfique, mais plutôt sympathique ». 

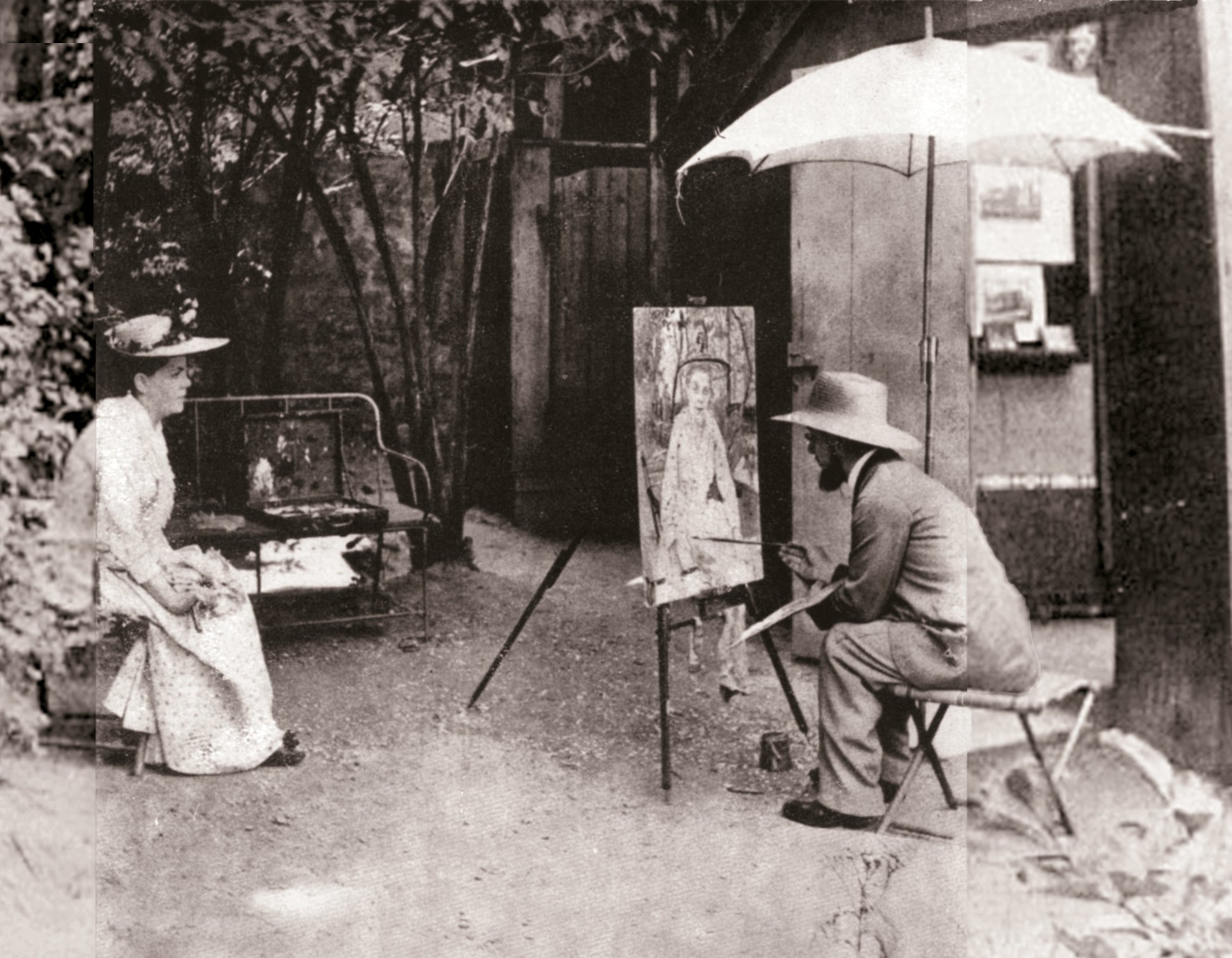
Photographie de Toulouse-Lautrec au travail. Auteur inconnu, 1889. Musée Toulouse-Lautrec à Albi.

Le tableau a été réalisé dans le jardin du célèbre photographe parisien Forest, avec lequel Toulouse-Lautrec a noué des relations amicales. Lautrec a reçu l'autorisation de Forest de travailler dans le jardin quand il en avait besoin et où il était à l'aise ; la photo montre également un hangar où Toulouse-Lautrec a gardé ses fournitures de dessin. Ici, il peint plusieurs tableaux :  La femme aux cheveux roux dans le jardin de M. Forest (1889, collection privée),  Justine Diel dans le jardin forestier (1889, Musée d'Orsay),  Portrait de Désirée Dio  (1890, Musée Toulouse-Lautrec à Albi),  Dio Joyeuse  (1890, Musée Toulouse-Lautrec à Albi),  Casque d'or (1890, collection privée) et plusieurs autres. Le jardin lui-même n'a pas été conservé, à sa place en 1899, un cinéma a été construit. 

## Exposition
Le tableau a d'abord été montré au public lors d'une exposition à Bruxelles en janvier 1890, puis il a été acheté par le marchand d'art Paul Rosenberg et revendu par le célèbre collectionneur allemand Otto Krebs. Pendant la Seconde Guerre mondiale, la toile a été saisie par les troupes soviétiques et envoyée en URSS à titre de réparation de guerre ; pendant longtemps elle a été stockée dans les magasins du musée de l'Ermitage et n'a été montrée qu'en 1995 à l'exposition de l'Ermitage sur la spoliation des œuvres d'art pendant la guerre ; depuis 2001, le tableau fait partie de l'exposition permanente de l'Ermitage ; depuis fin 2014 elle est exposée dans le bâtiment de l'état-major (hall 402). 
En 1890, Toulouse-Lautrec peint un autre portrait de la sourde Berthe:  Femme au chapeau noir  (collection privée).